# Coincya transtagana
Coincya transtagana é uma espécie de planta com flor pertencente à família Brassicaceae. 
A autoridade científica da espécie é (Cout.) Clem.-Muñoz & Hern-.Berm., tendo sido publicada em Lagascalia 14: 138. 1986.

## Portugal
Trata-se de uma espécie presente no território português, nomeadamente em Portugal Continental.
Em termos de naturalidade é endémica da Península Ibérica.

## Protecção
Não se encontra protegida por legislação portuguesa ou da Comunidade Europeia.